# Olsenella urininfantis
Olsenella urininfantis es una especie de  bacteria grampositiva del género Olsenella. Fue descrita en el año 2021. Su etimología hace referencia a orina de infante. Es anaerobia e inmóvil. Tiene un tamaño de 0,4-1 μm de ancho por 0,6-2 μm de largo. Catalasa y oxidasa negativas. Temperatura de crecimiento entre 28-42 °C, óptima de 37 °C. Forma colonias circulares y blancas traslúcidas en agar sangre tras 48 horas de incubación. Es sensible a los antibióticos : cefotaxima, ceftriaxona, amoxicilina, imipenem, rifampicina, metronidazol y vancomicina. Tiene un genoma de 1,7 Mpb y un contenido de G+C de 64,5%. Se ha aislado de la orina de un neonato en Francia. 